# IC 3852
IC 3852 — галактика типу SBcd () у сузір'ї Гончі Пси.
Цей об'єкт міститься в оригінальній редакції індексного каталогу.